# Роуен (округ, Кентуккі)
Шаблон:StateAbbr_ 38°11′ пн. ш. 83°25′ зх. д. / 38.19° пн. ш. 83.42° зх. д.
Округ  Роуен (англ. Rowan County) — округ (графство) у штаті  Кентуккі, США. Ідентифікатор округу 21205.

## Історія
Округ утворений 1856 року.

## Демографія
За даними перепису 
2000 року 
загальне населення округу становило 22094 осіб, зокрема міського населення було 6396, а сільського — 15698.
Серед мешканців округу чоловіків було 10743, а жінок — 11351. В окрузі було 7927 домогосподарств, 5216 родин, які мешкали в 8985 будинках.
Середній розмір родини становив 2,91.
Віковий розподіл населення поданий у таблиці:
| Стать    | До 15 років | 15-21 | 22-29 | 30-39 | 40-49 | 50-65 | 65-85 | Понад 85 |
| -------- | ----------- | ----- | ----- | ----- | ----- | ----- | ----- | -------- |
| Чоловіки | 1876        | 2055  | 1599  | 1378  | 1350  | 1511  | 910   | 64       |
| Жінки    | 1843        | 2292  | 1438  | 1446  | 1392  | 1619  | 1160  | 161      |

## Суміжні округи
- Люїс — північ
- Картер — північний схід
- Елліотт — схід
- Морган — південь
- Меніфі — південний захід
- Бат — захід
- Флемінґ — північний захід

## Виноски
1. ↑  U.S. Decennial Census. United States Census Bureau. Архів оригіналу за 12 травня 2015. Процитовано 19 серпня 2014.
2. ↑  Historical Census Browser. University of Virginia Library. Архів оригіналу за 11 серпня 2012. Процитовано 19 серпня 2014.
3. ↑  Population of Counties by Decennial Census: 1900 to 1990. United States Census Bureau. Архів оригіналу за 13 жовтня 2014. Процитовано 19 серпня 2014.
4. ↑  Census 2000 PHC-T-4. Ranking Tables for Counties: 1990 and 2000 (PDF). United States Census Bureau. Архів оригіналу (PDF) за 18 грудня 2014. Процитовано 19 серпня 2014.
5. ↑  State & County QuickFacts. United States Census Bureau. Архів оригіналу за 17 липня 2011. Процитовано 6 березня 2014.(англ.) Наведено за англійською вікіпедією.
6. ↑  American FactFinder. Бюро перепису населення США. Архів оригіналу за 26 лютого 2012. Процитовано 31 січня 2008.

| США | Це незавершена стаття з географії США. Ви можете допомогти проєкту, виправивши або дописавши її. |